# Ourthe occidentale
Pour les articles homonymes, voir Ourthe.
L'Ourthe occidentale est, avec l'Ourthe orientale, l'une des deux rivières belges se réunissant pour constituer l'Ourthe, l’affluent le plus abondant de la Meuse.

## Parcours
L'Ourthe occidentale prend sa source au sud-est du hameau d'Ourt, dans la commune de Libramont-Chevigny en province de Luxembourg, pour se diriger globalement vers le nord-nord-est. Elle arrose entre autres Sainte-Marie-Chevigny, Remagne, Moircy, puis Amberloup et Lavacherie dans la commune de Sainte-Ode. Entrant dans la commune de Tenneville, elle s’oriente vers l’est-nord-est et arrose quelques hameaux avant d’entrer de manière prolongée en forêt au niveau de la commune de Bastogne. Elle s'unit enfin avec l'Ourthe orientale entre Nisramont, Engreux et Filly, peu avant le lac de Nisramont.

## Affluents
- La Basseille (rg[note 1]) (confluent à Sainte-Ode)
- Le Laval (rd) (confluent à Lavacherie)

## Hydrologie

### Débit
Le débit moyen de la rivière mesuré à Nisramont, entre 1992 et 2001 est de 7,2 m3/s. Durant la même période on a enregistré :
- un débit annuel moyen maximal de 9,2 m3/s en 1988 ;
- un débit annuel moyen minimal de 3,5 m3/s en 1996.